# Триптих Благовіщення з Екса
Триптих Благовіщення з Екса — триптих, яка приписується Бартелемі д'Ейку або так званому Майстру Благовіщення з Екс-ан-Прованса. Створений в 1443—1445 роках, і спочатку знаходився у Екс-ан-Провансі, на півдні Франції. Триптих був поділений між собором Мадлен який зноходиться в тому ж місті (центральна панель із Благовіщенням), музеєм Бойманса Ван Бонінгена (частина лівої панелі з пророком Ісаєю) в Роттердамі, Державним музеєм в Амстердамі (верхня частина лівої панелі), а права панель знаходиться в Королівському музеї образотворчого мистецтва Бельгії в Брюсселі. На бічних панелях ззаду намальовані Христа (праворуч) і Марію Магдалину (ліворуч).

## Історія
Робота була замовлена П'єром Корпічі, торговцем сукном, який знав вітчима Бартелемі. Картина поєднує в собі вплив раннього нідерландського майстром Робертом Кампіном та Яном ван Ейком з впливом Клауса Слютера, який працював у Діжоні, та Колантоніо з Неаполя (хоча деякі бачать, що цей останній вплив йде в іншому напрямку). Багато іконографічних деталей слідують за «Благовіщенням» Яна ван Ейка та його оточення. Разом із прекрасним портретом, датованим 1456 роком (Колекція Ліхтенштейна, Відень), і фрагментом з маленьким розп'ятим Христом у Луврі, це єдина панель, яка збереглась, пов'язана з Бартелемі д'Ейком.

## Опис
На центральній панелі зображено Благовіщення всередині готичної церкви, ангел з'являється під склепом. Над ним, із вікна-троянди з отвором, входять Бог і два ангели, а Мадонна стоїть на колінах.
Коли триптих використовувався як вівтар, його бічні панелі залишалися закритими більшу частину часу, демонструючи сцену «Нолі-ме-танжер» із Марією Магдалиною, що стоїть на колінах зліва, і Христом, що відходить від неї праворуч. Однак дві панелі не утворюють суцільної картини. Марія Магдалина розташована серед пишних зелених пагорбів, а Христос оточений більш пустельним ландшафтом.
Розміри персонажів, як і в інших сучасних фламандських картинах, не реалістичні порівняно з фоном. Широкий одяг демонструє натхнення бургундської школи. Світло фламандського походження, дрібні деталі, включаючи крилатого диявола та кажана в лівій арці.

## Галерея

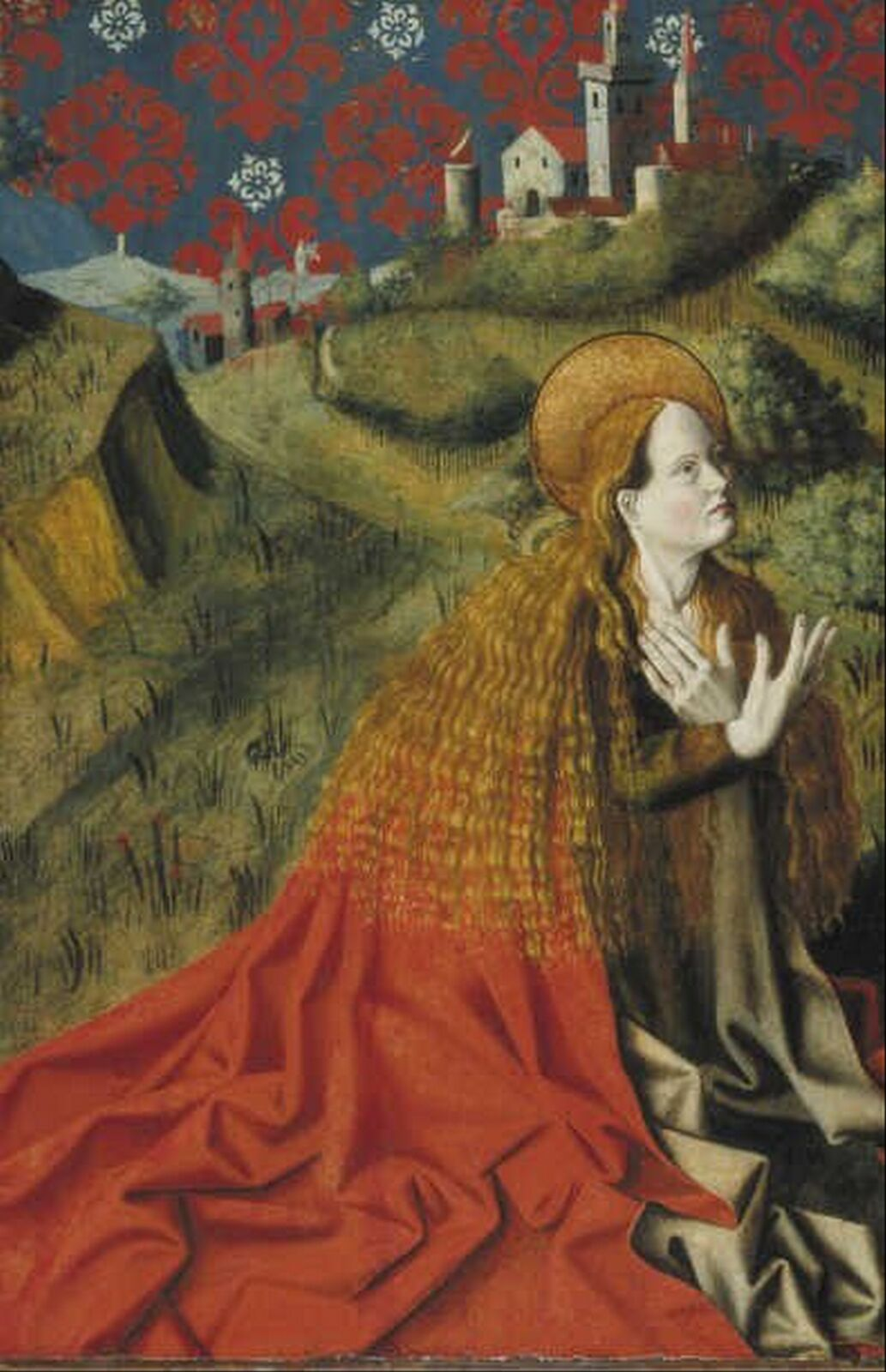
Марія Магдалина, на реверсі нижньої частини панелі Ісаї (зараз у Роттердамі)
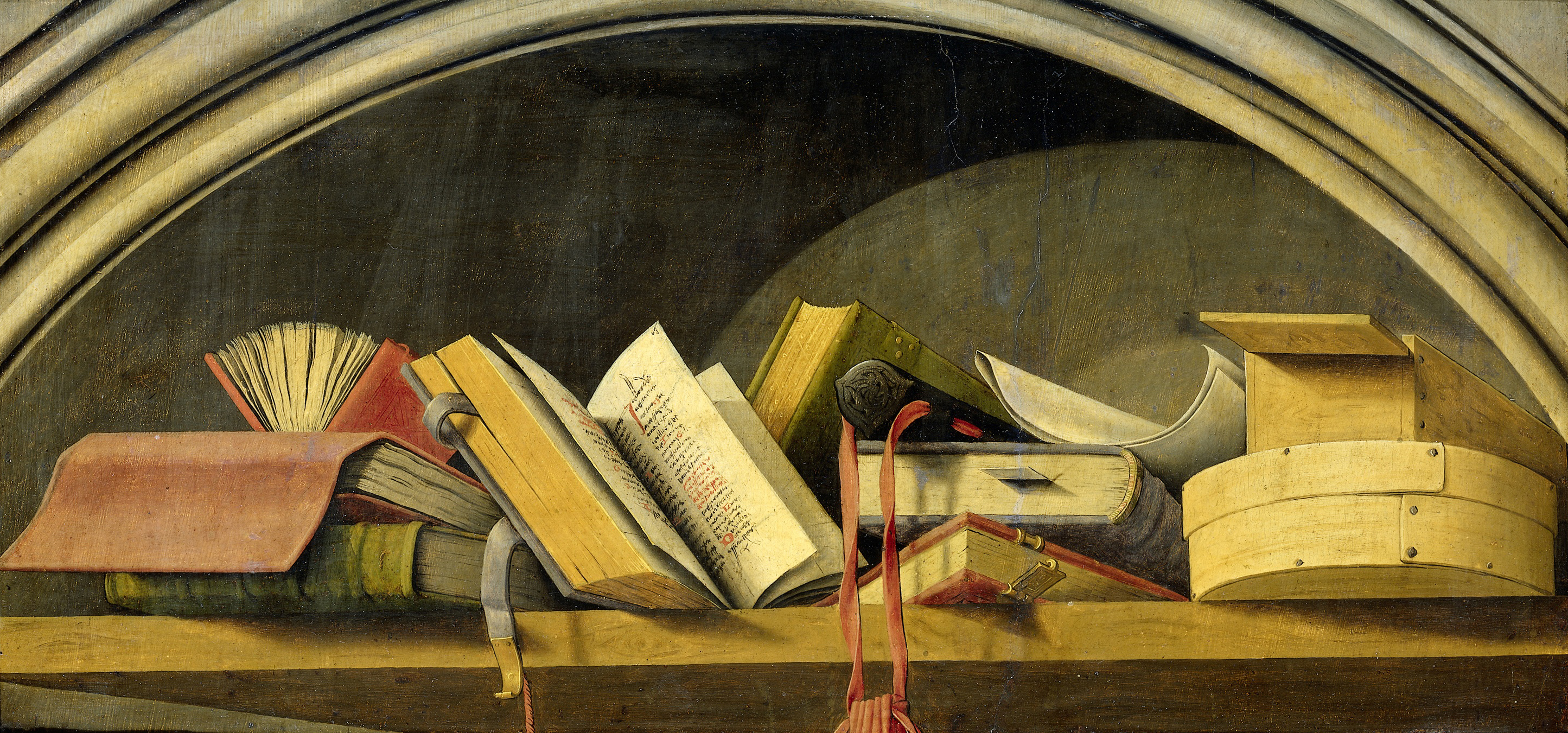
Натюрморт з книгами, верхня частина панелі Ісаї (зараз у Рейксмузеумі)
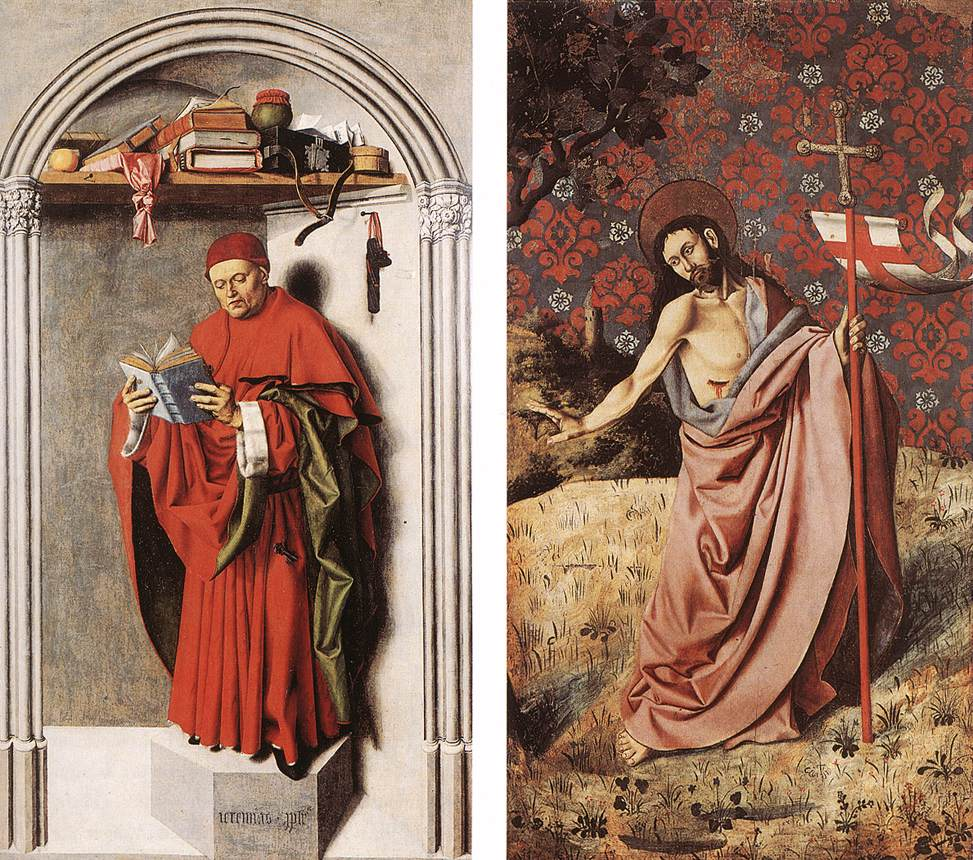
Панель Єремії та її реверс із зображенням Христа (зараз у Брюсселі)